# Grotte di Bolt’s Farm
Le Grotte di Bolt’s Farm è un'area archeologica dove sono stati scavati oltre 30 siti fossiliferi, dove sono stati ritrovati fossili faunistici che potrebbero risalire a 4-4,5 milioni di anni fa, che fa parte dell'area patrimonio dell'umanità nota come Culla dell'umanità.